# Arquitectura de Bakú

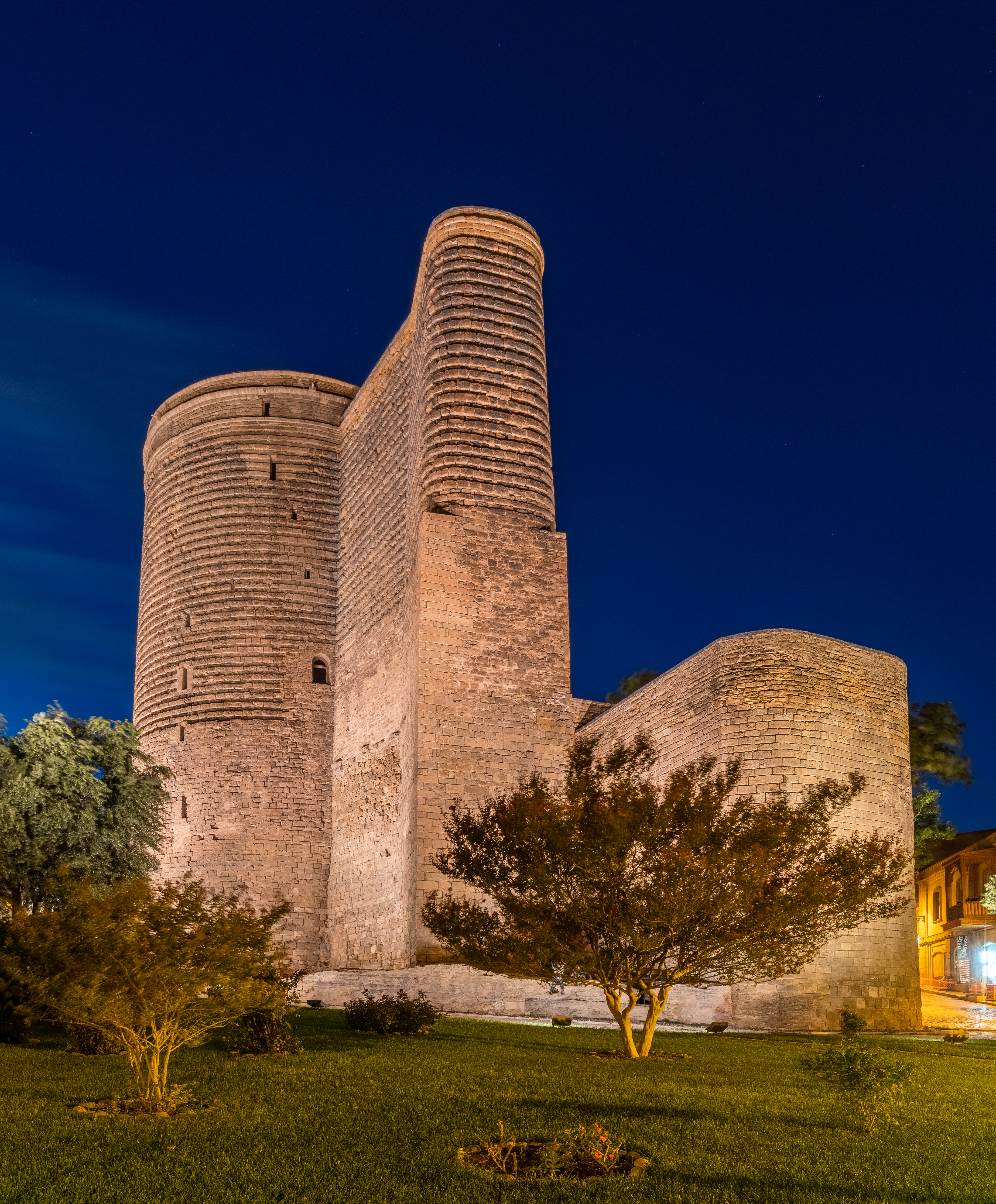
La Torre de la Doncella, una de las principales atracciones turísticas de Bakú.

La arquitectura de Bakú no se caracteriza por un estilo arquitectónico concreto, sino que las construcciones de sus edificios han ido representando las diversas culturas que han convivido en Bakú durante un largo período de tiempo.
En sí mismo, Bakú contiene una gran variedad de estilos, que se desarrolla a través de la Torre de la Doncella del siglo XII de Masud Ibn Davud hasta las instituciones educativas y edificios de la época de la República Democrática de Azerbaiyán o los del período soviético.
La arquitectura moderna tardía y postmoderna comenzó a aparecer en la década de los años 2000. Con el desarrollo económico, los edificios antiguos como la casa Atlant han sido sustituidos para dar paso a los nuevos. Los edificios recubiertos de cristal han ido surgiendo alrededor de la ciudad, con los ejemplos más destacados en la Torre SOCAR y las Flame Towers.
Varios monumentos rinden homenaje a personas y eventos en la ciudad. El Cementerio de los Mártires ofrece vistas de los alrededores, mientras que conmemora a las víctimas del Enero negro y la guerra de Nagorno-Karabaj.

## Arquitectura islámica
El islamismo chií es la religión dominante de Azerbaiyán, por lo que hay una importante presencia de la arquitectura islámica en Bakú. Los lugares religiosos tienen caligrafía islámica más elaborada en las columnas y en otros lugares de la estructura. En diciembre de 2000, la Ciudad Vieja de Bakú, incluyendo el Palacio de los Shirvanshahs y la Torre de la Doncella, se convirtió en la primera ubicación de Azerbaiyán en ser calificada como Patrimonio de la Humanidad por la UNESCO.

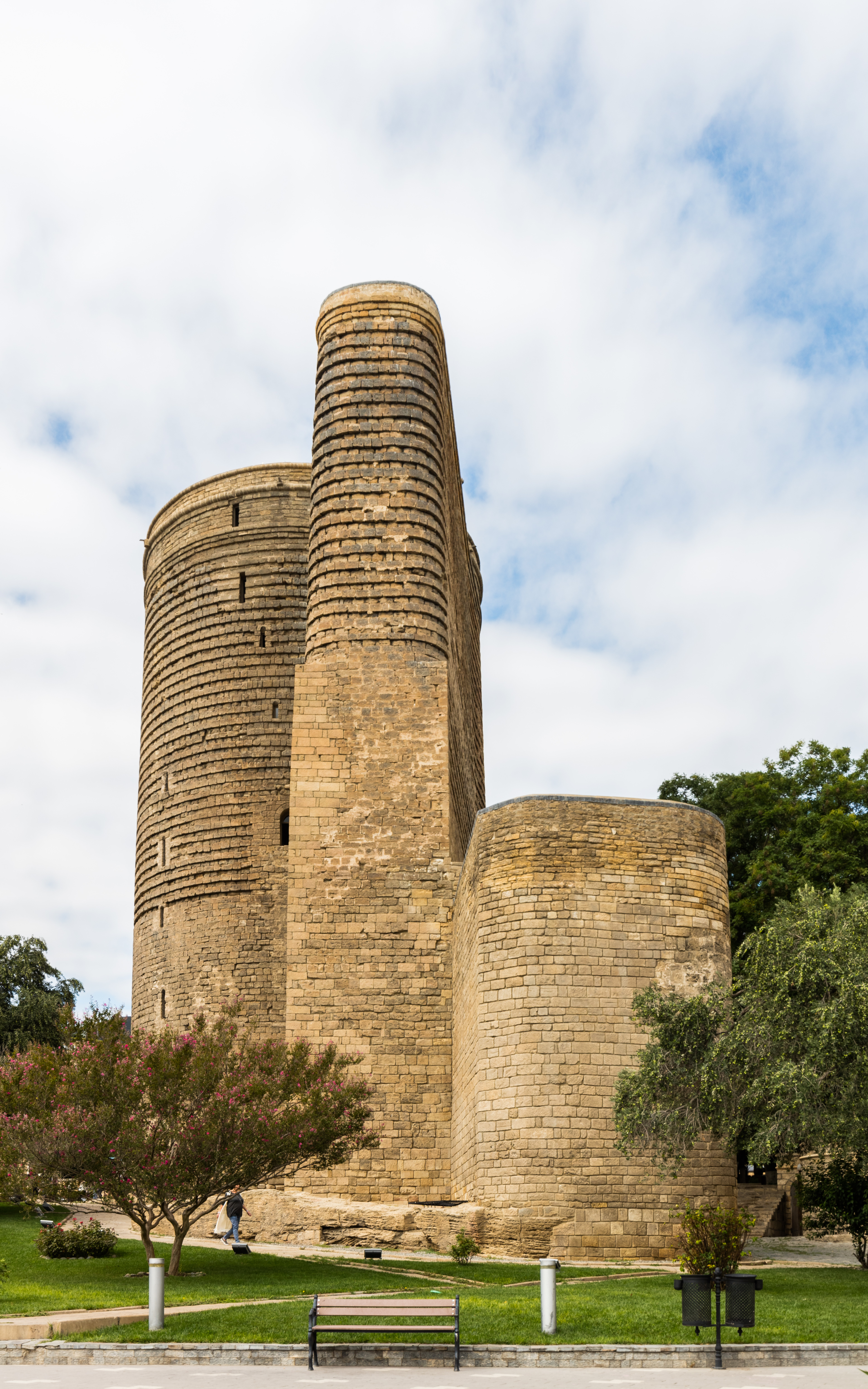
Torre de la Doncella.
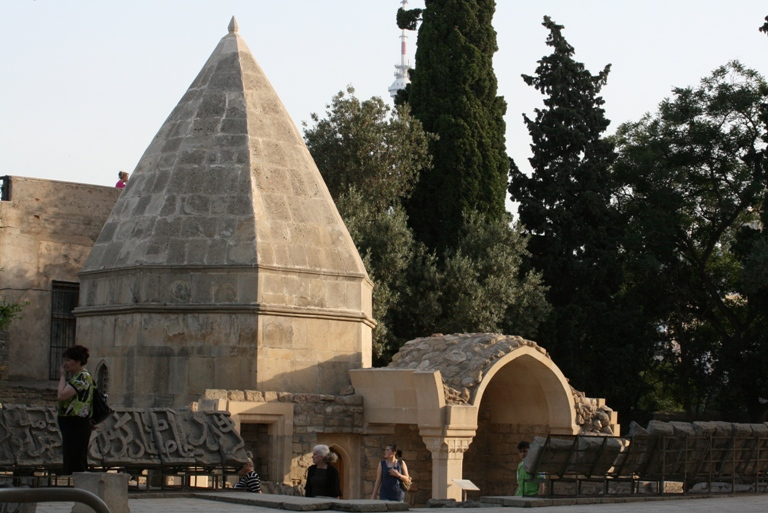
Mausoleo Seyid Yahya Bakuvi en el Palacio de los Shirvanshahs.
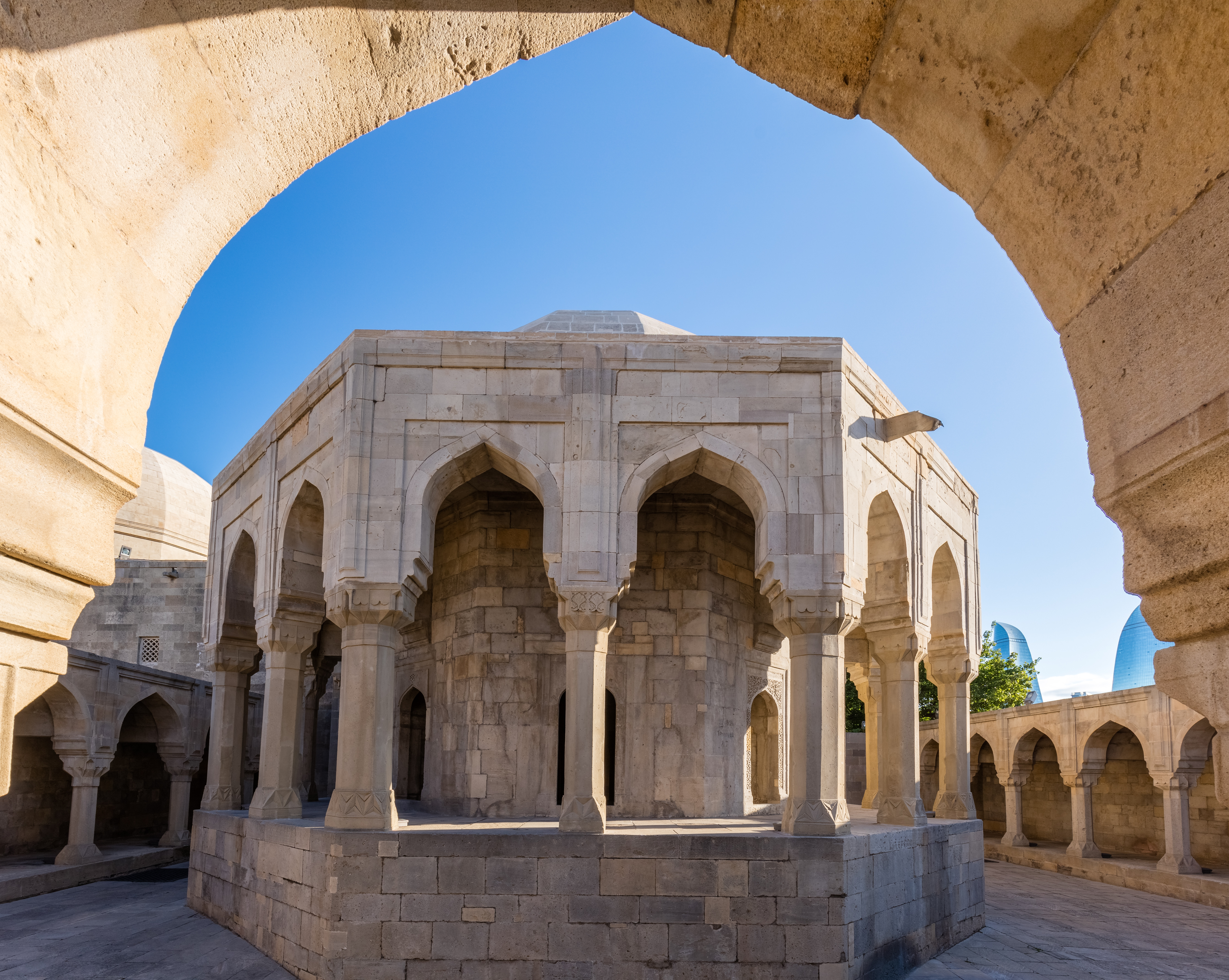
Divankhane del Palacio de los Shirvanshahs.
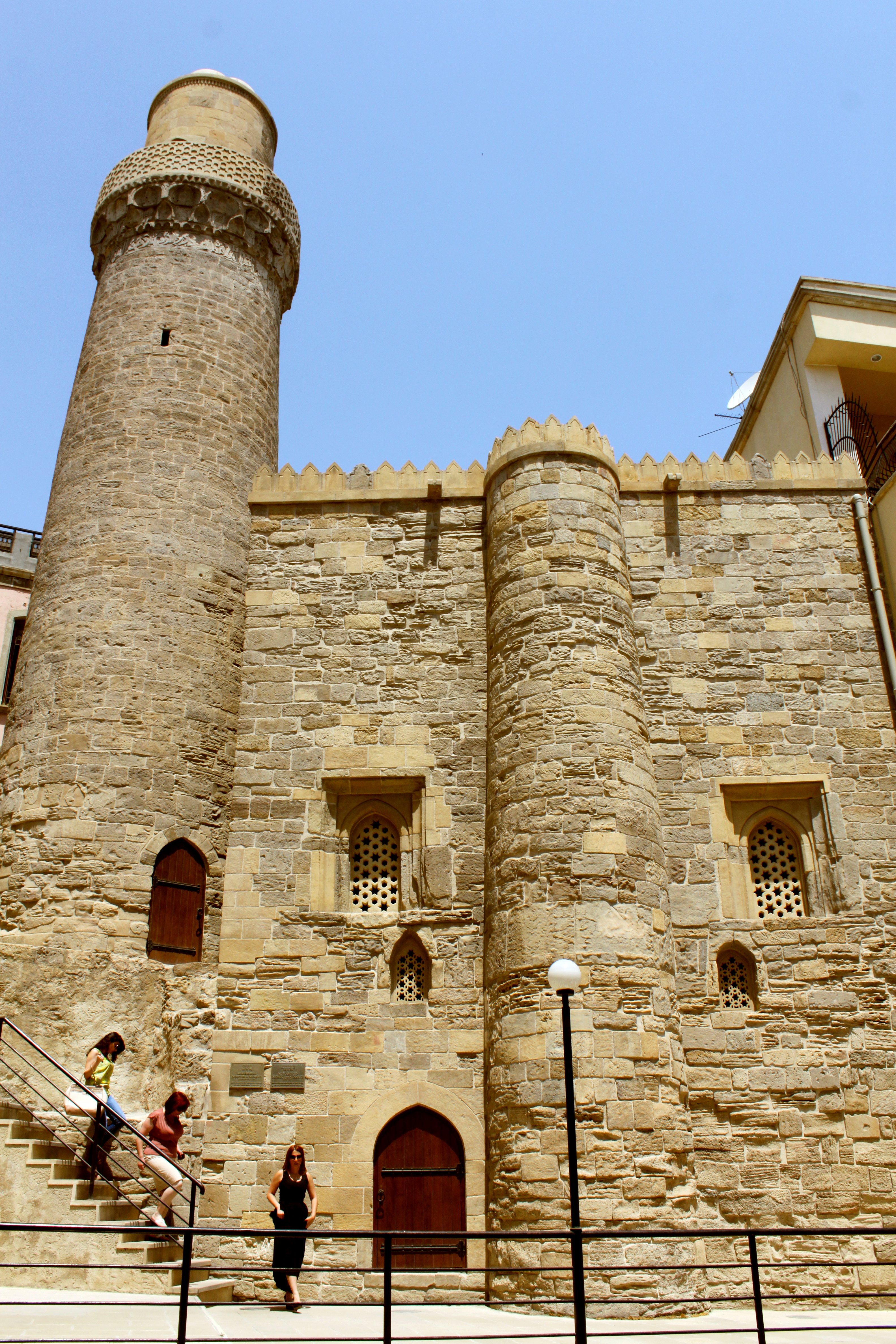
Mezquita Muhammad con minarete en la Ciudad Vieja de Bakú.
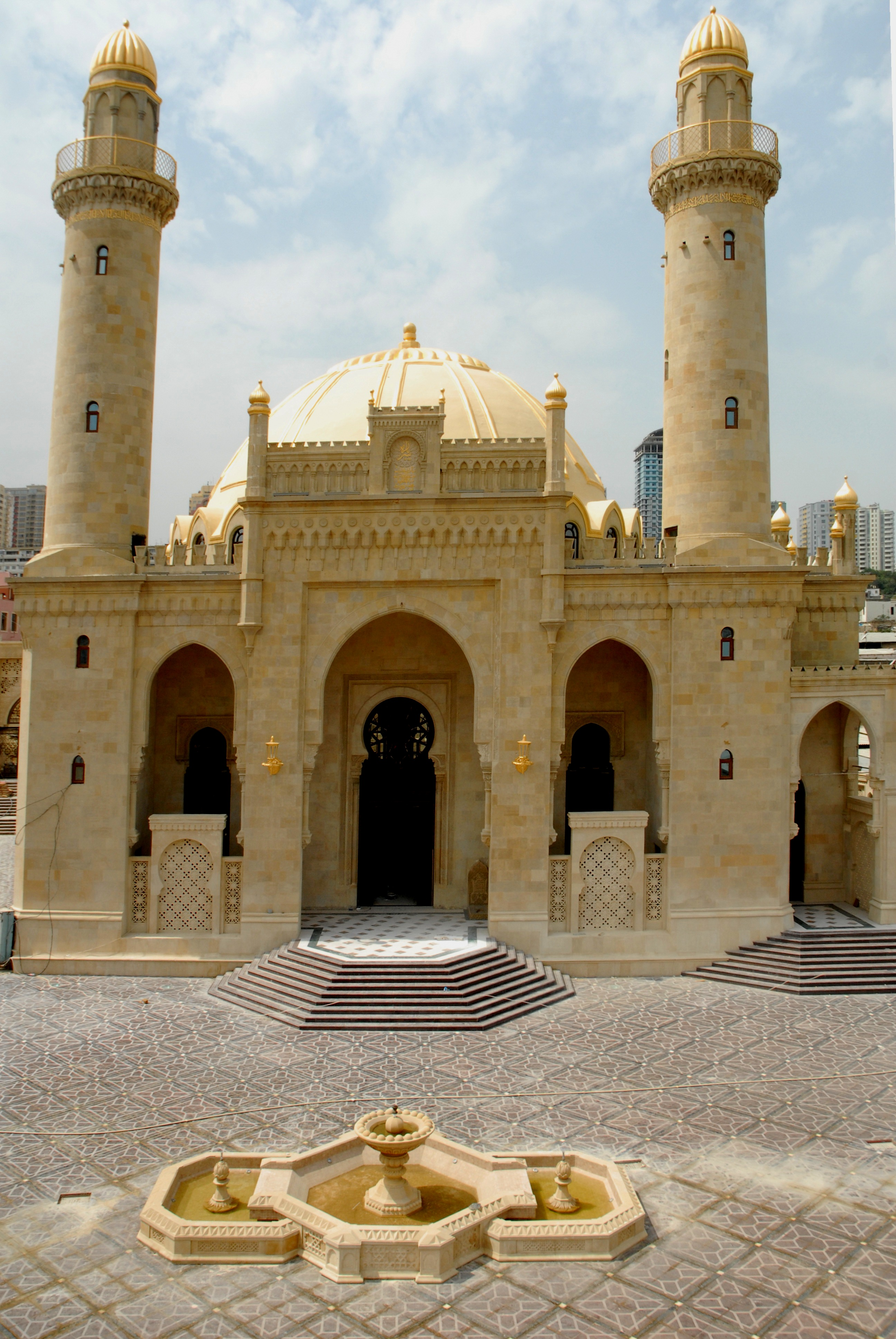
Mezquita Tazapir.
Plaza del Bazaar.

## Arquitectura rusa imperial
Hay muchos edificios influenciados por la arquitectura rusa imperial, especialmente en el diseño del Teatro de Ópera y Ballet Académico Estatal, el Teatro Dramático Académico Estatal de Azerbaiyán o la Iglesia del Arcángel Miguel. Por su parte, hay gran cantidad de edificios construidos por los azeríes con la llegada del siglo XX, con notable influencia victoriana y occidentales en sus diseños. Otro logro importante de la República Democrática de Azerbaiyán fue el establecimiento de la Universidad Estatal de Bakú, que fue la primera universidad de tipo moderna fundada en Azerbaiyán.

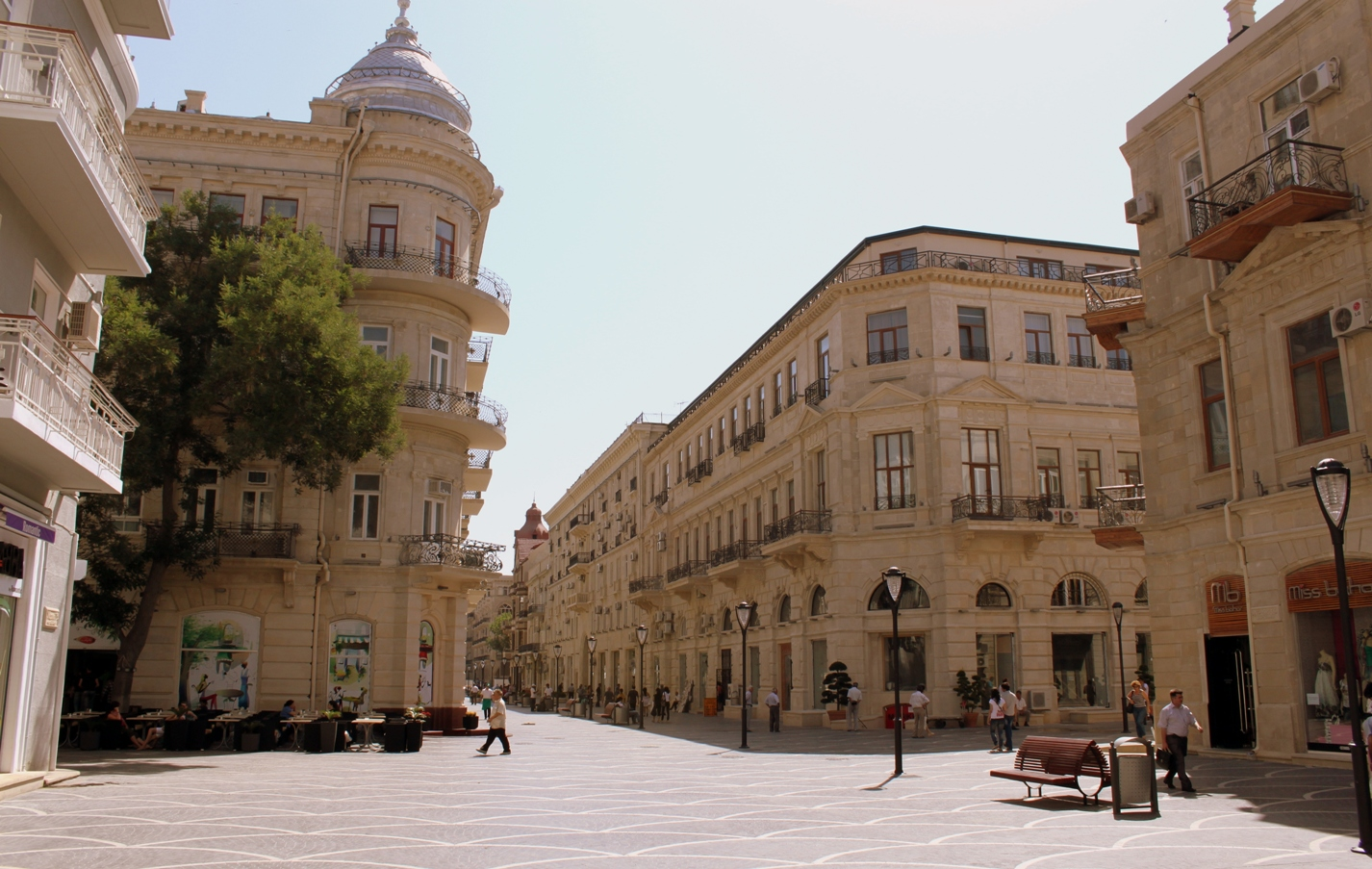
Plaza de las Fuentes.
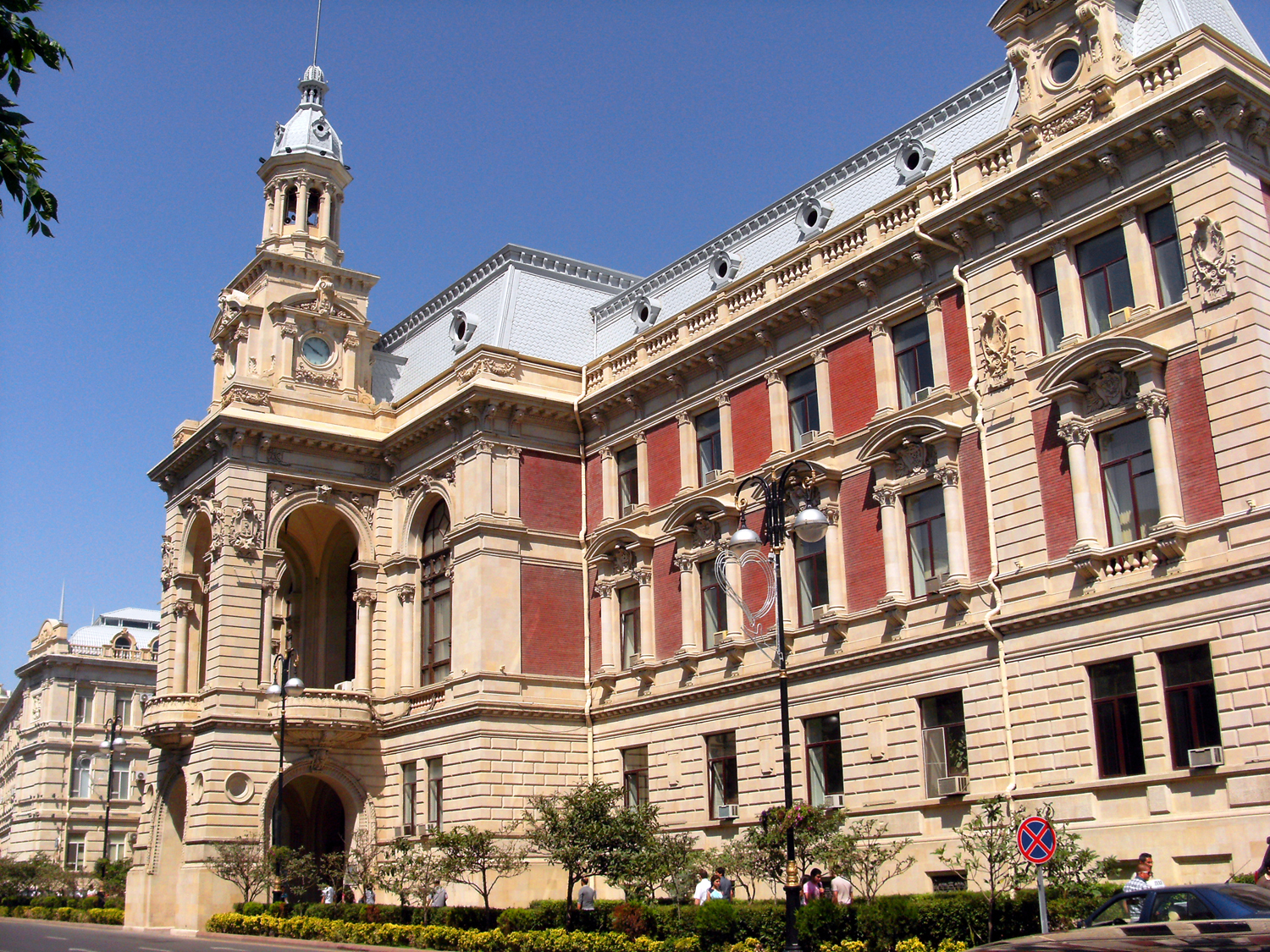
Alcaldía de Bakú.
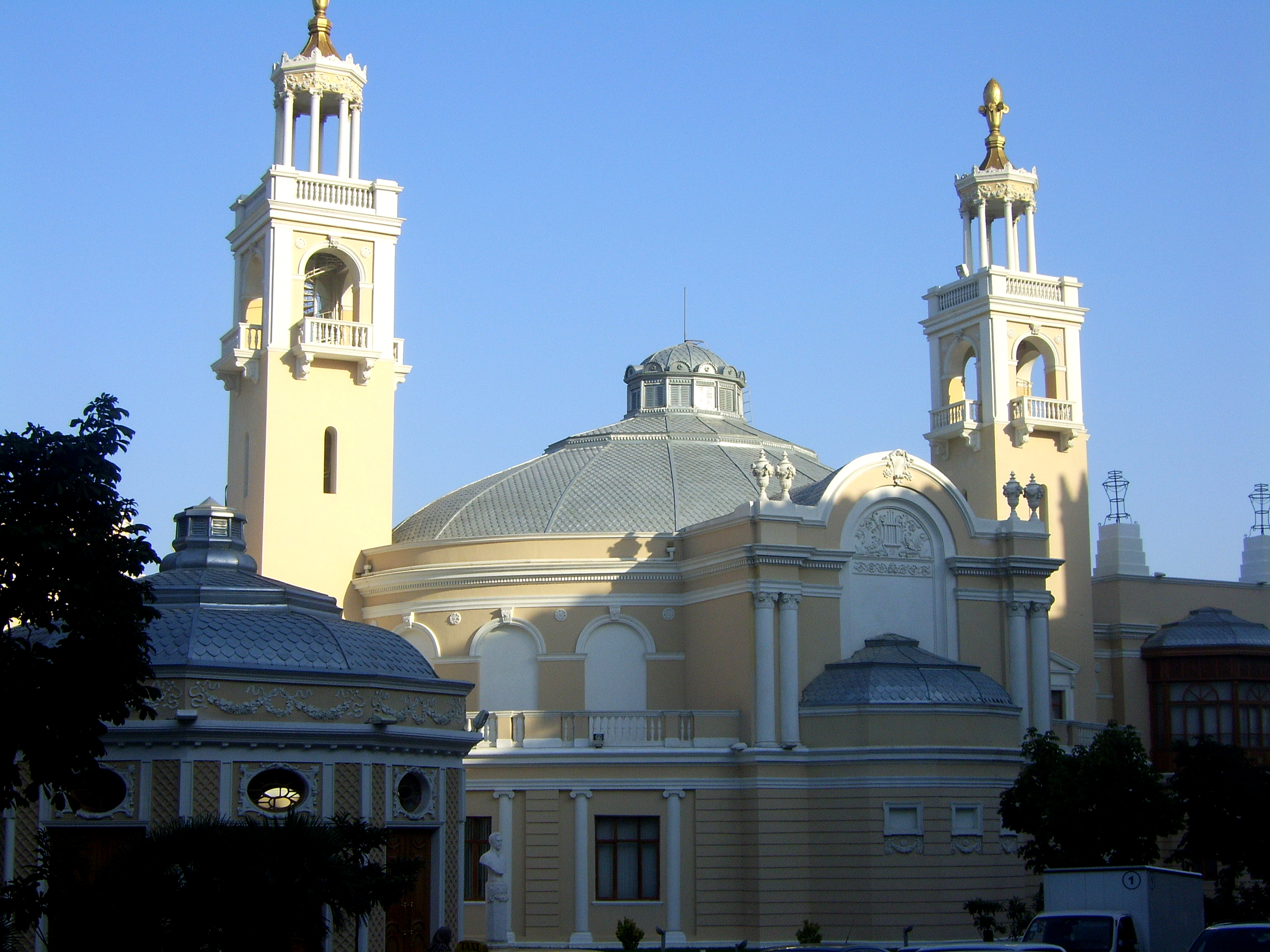
Teatro Filarmónico Estatal de Azerbaiyán.
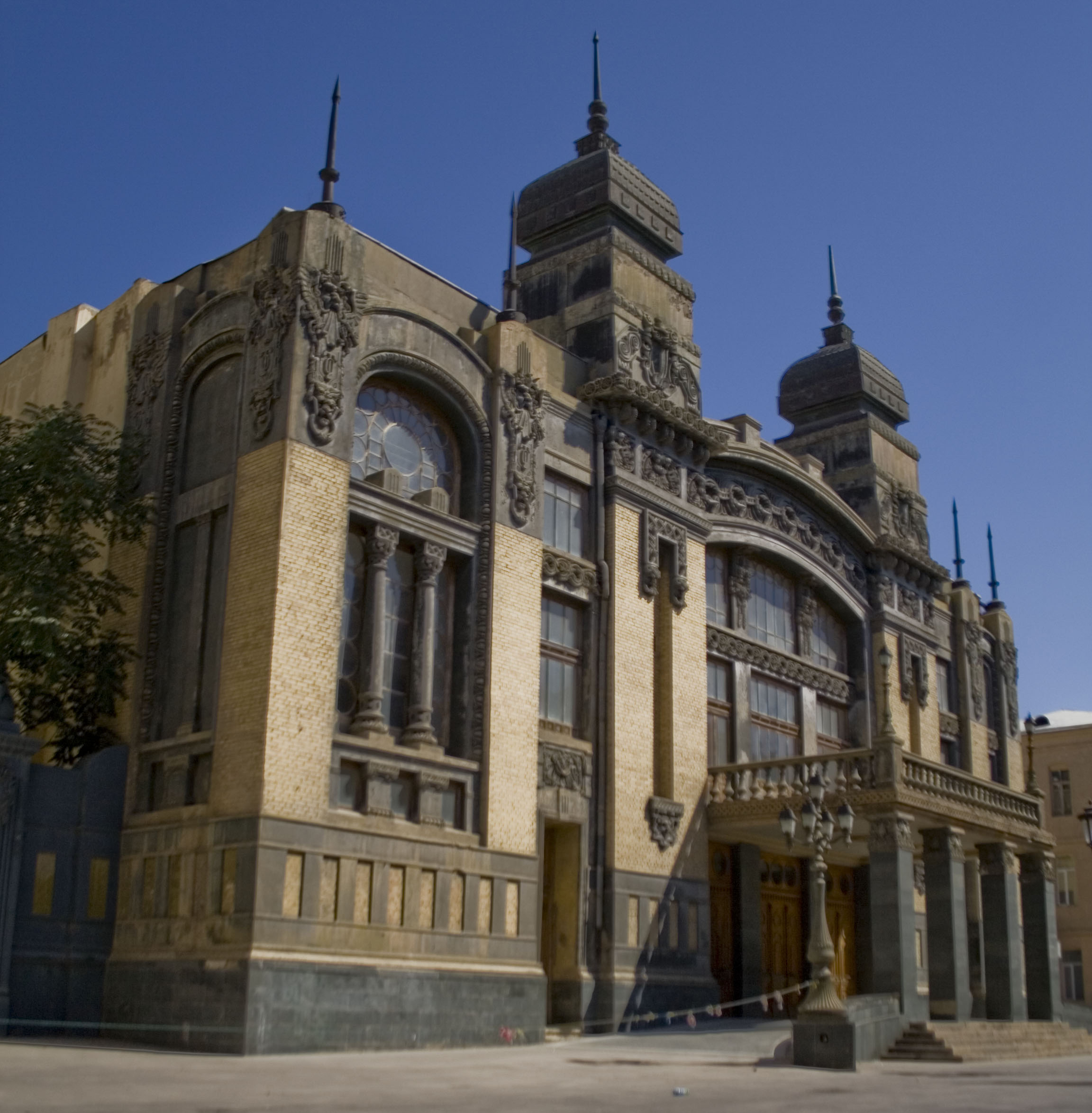
Teatro de Ópera y Ballet Académico Estatal de Azerbaiyán.
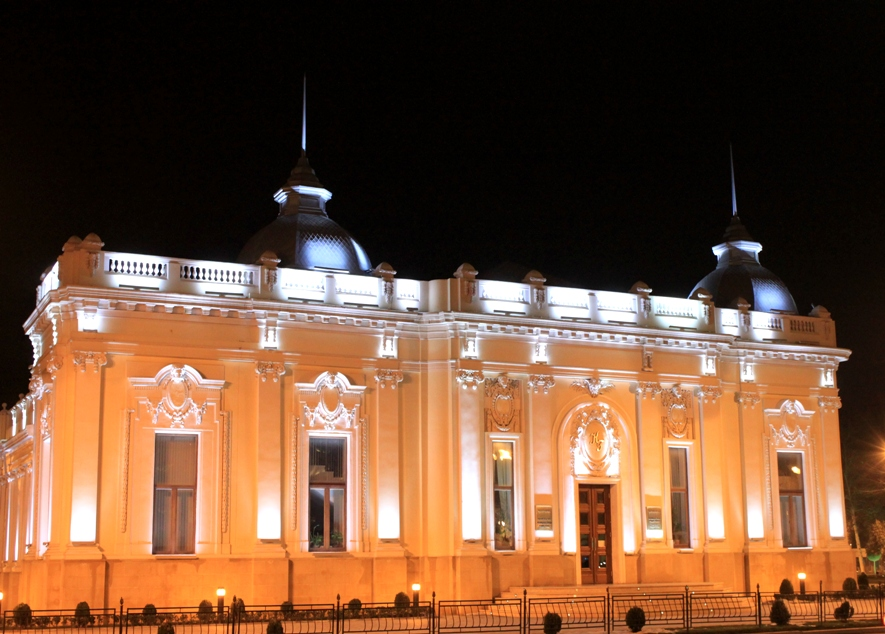
Teatro de títeres de Bakú.
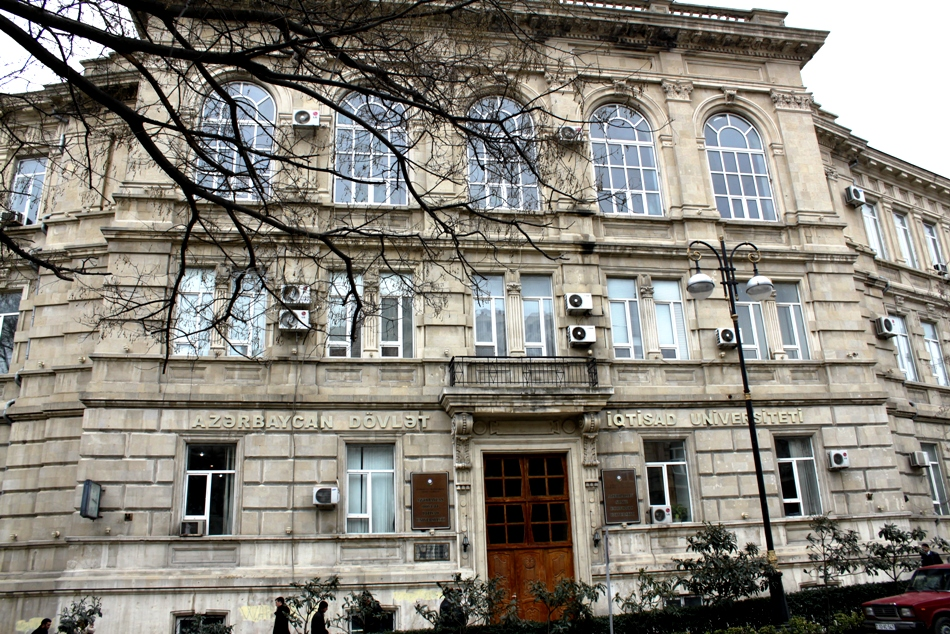
Universidad Económica Estatal de Azerbaiyán.
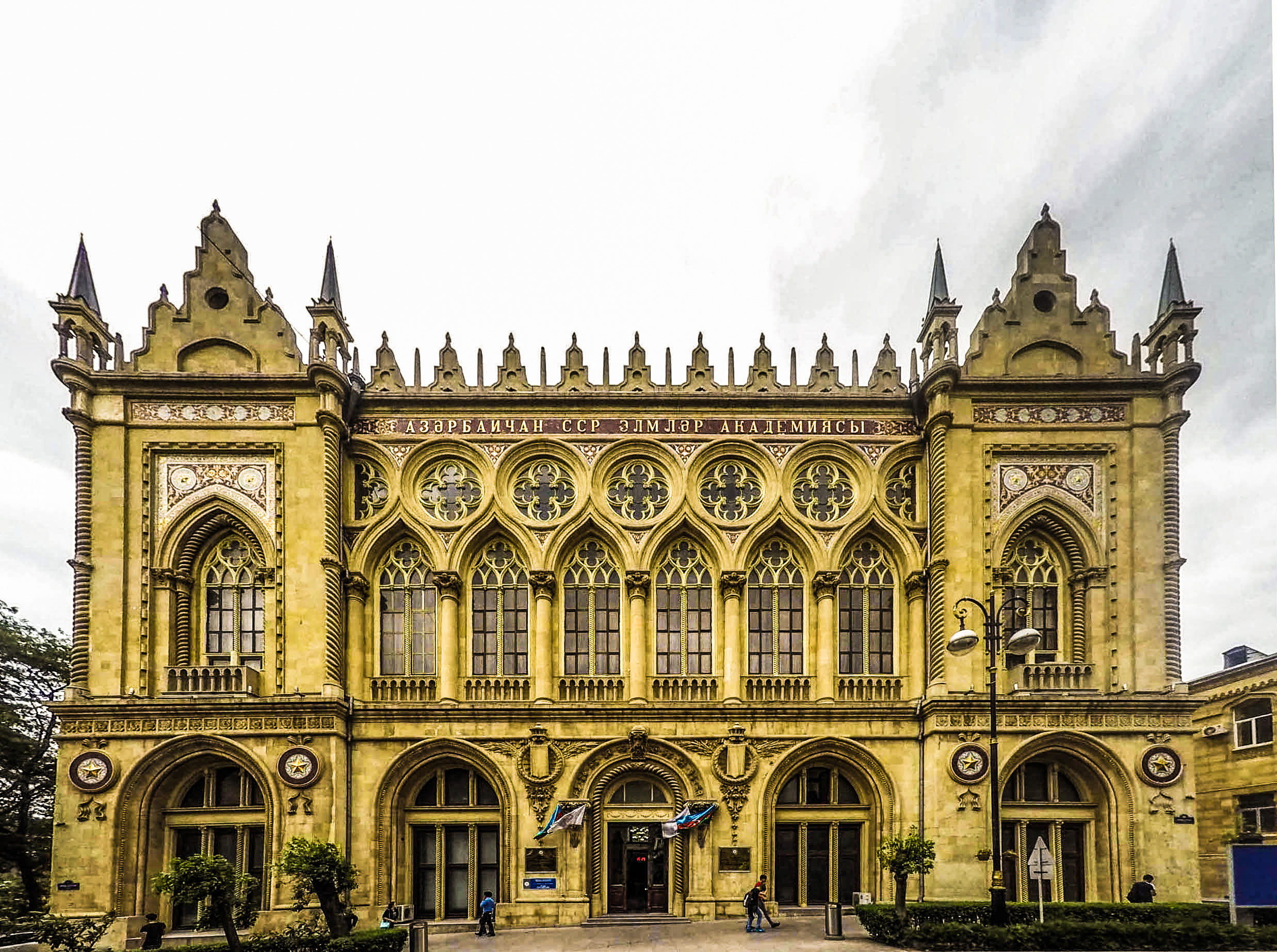
Edificio Ismailiyya.
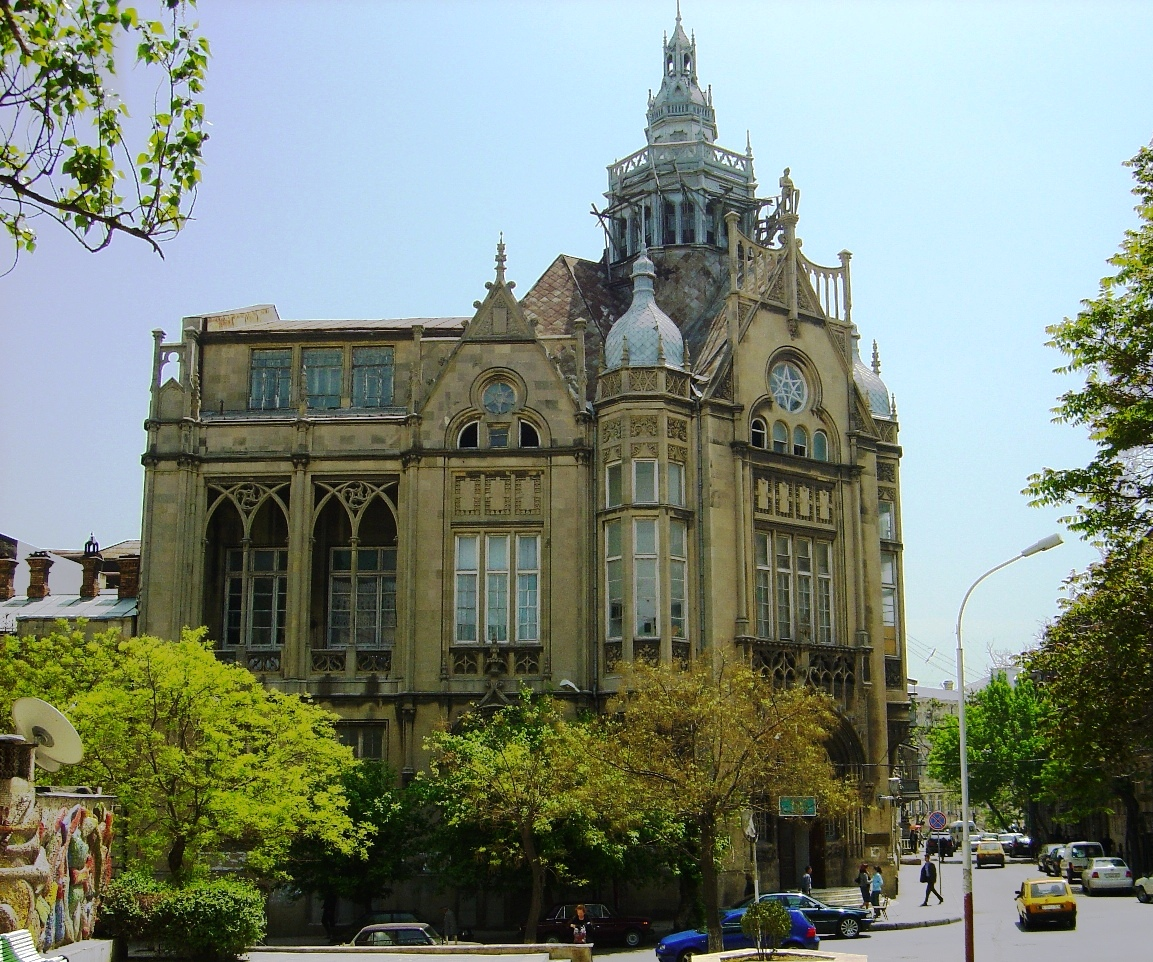
Palacio de la Felicidad.
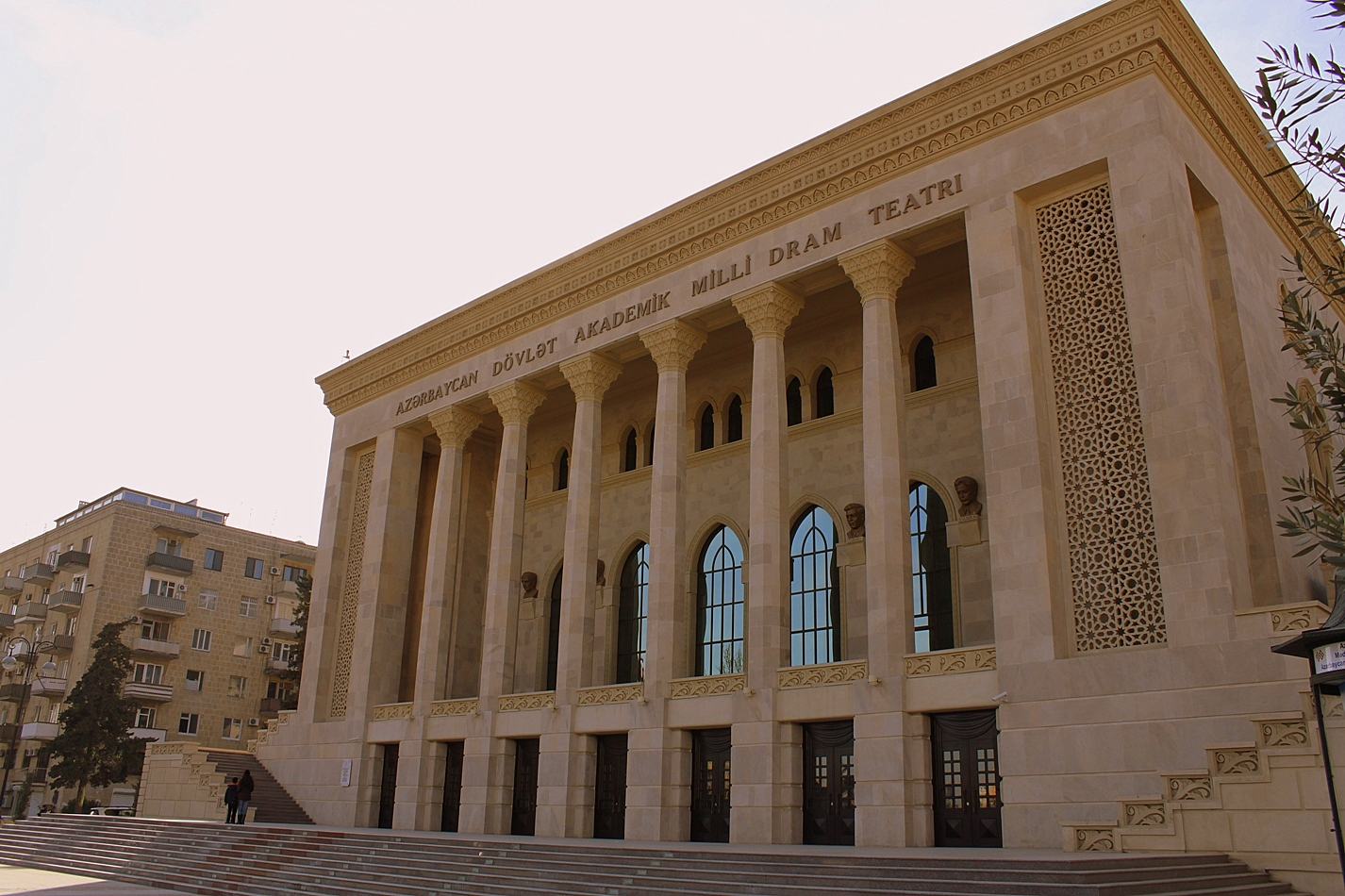
Teatro Dramático Académico Estatal de Azerbaiyán.
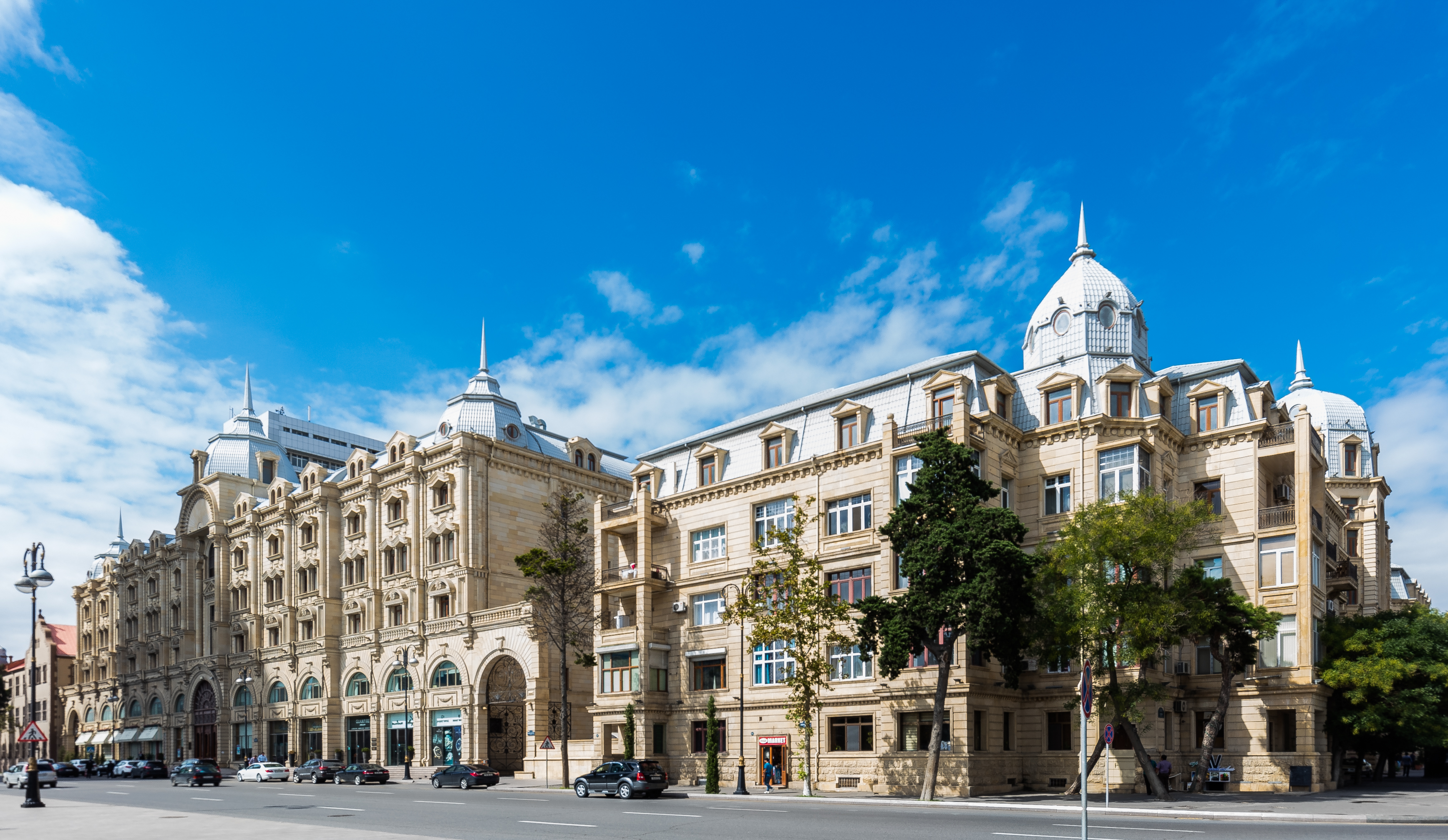
Típico edificio de la época de la República Democrática de Azerbaiyán.
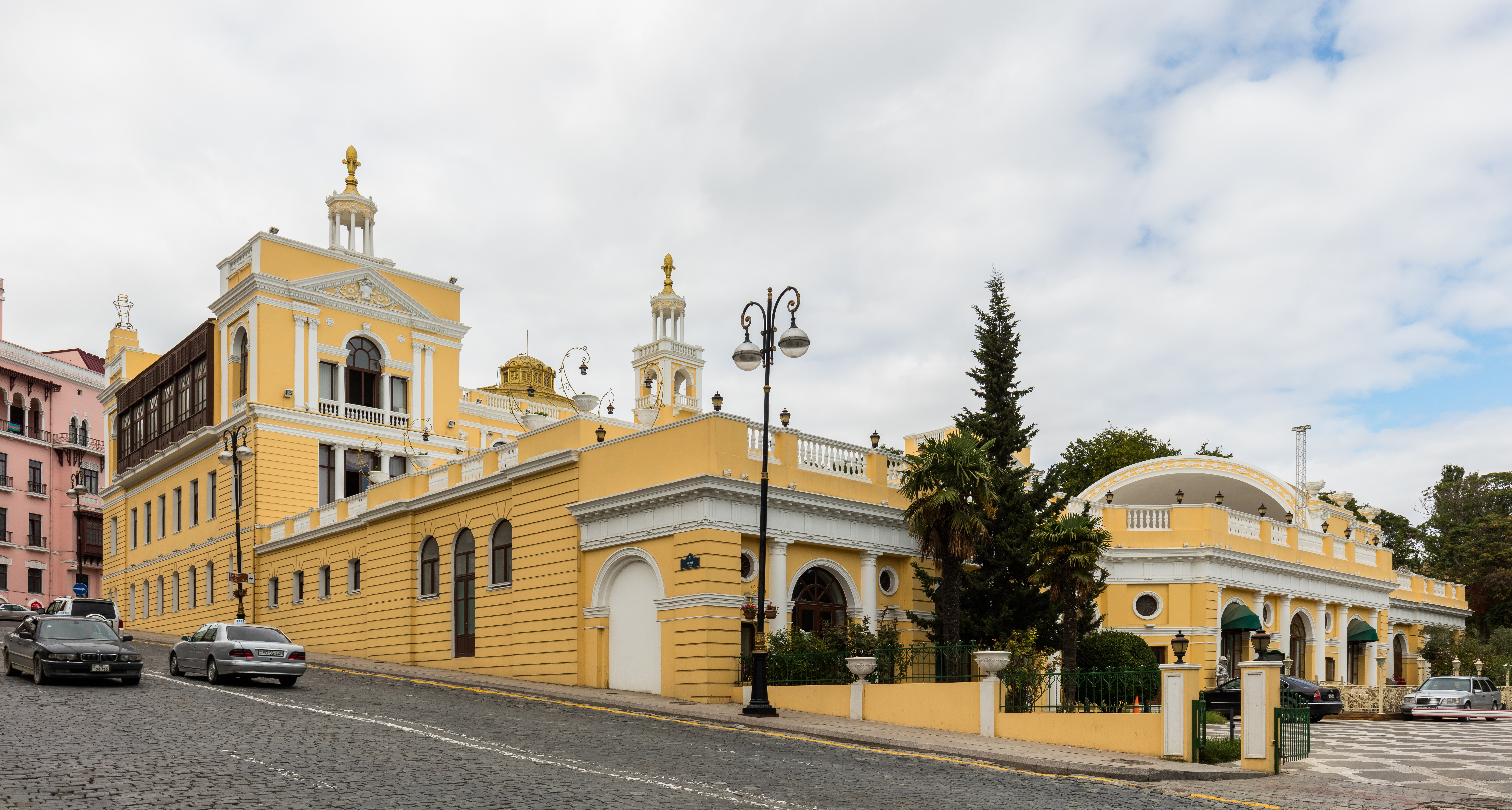
Sala de la Filarmónica de Bakú.